# Pastora González Viéitez
Pastora Dominga González Vieites (La Coruña, 11 de agosto de 1948-25 de abril de 2019) fue una activista española que defendía la abolición de las prisiones. Impulsó el grupo de apoyo a presos Madres Contra la Impunidad.

## Trayectoria
Vivió en las Casas de Franco, en el barrio de Katanga, en La Coruña, donde tuvo cinco hijos y los sacó adelante en un entorno marcado por dificultades económicas y sociales. Debido a la situación de pobreza, ee vio obligada a emigrar a Suiza junto a su marido, y dejaron a su hijo pequeño, Xosé Tarrío en un internado. Xosé pasó su infancia entre internados y reformatorios, enganchándose a las drogas desde muy joven. En 1987, fue condenado a dos años y medio de prisión por un hurto pequeño relacionado con su adicción a las drogas. Esos dos años y medio se convirtieron en 71 años de penas firmes y más de un centenar de años solicitados además de pasar a ser catalogado como preso de régimen FIES (fichero de internos de especial seguimiento).
González sufría por la prisión de su hijo, y cuando leyó su libro Fuxe, hogar, fuxe, se dio cuenta de la violencia que estaba sufriendo por parte de Instituciones Penitenciarias. Decidió regresar a Galicia para apoyar a su hijo que, de los diecisiete años que estuvo en prisión, doce fueron en régimen de aislamiento, y denunciar la situación de los presos en las cárceles. Impulsó la asociación gallega Nais Contra a Impunidade, y se convirtió en una portavoz de la lucha contra la tortura sistemática, vejaciones y abusos a los que son sometidos los presos, el funcionamiento del sistema penitenciario y la impunidad de carceleros y fuerzas de seguridad.
Y ya no hablemos del aislamiento, mi hijo lo tuvieron 12 años en régimen FIES, control directo, controlado las 24 horas del día a través de un monitor. ¿Cómo pueden decir que la cárcel reinserta cuando ha sido diseñada y fabricada para destruir al ser humano?
Con el tiempo se convirtió en un referente en la lucha por la abolición de las cárceles, siendo muy respetada por el movimiento anarquista,al que se unió su hijo en sus años carcelarios. Además, fue autora de la introducción del segundo libro de su hijo, Que la lucha no muera. Ante la adversidad: rebeldía y amistad (Imperdible Editorial, 2015), una recopilación póstuma de textos y poemas de Xosé Tarrío y recuerdos de sus amistades. Participó activamente en el Ateneo Libertario Xosé Tarrío y en la asociación Familias Frente a la Crueldad Carcelaria.
Sus cenizas reposan en el mismo lugar donde están las de su hijo, en Praia dos Riás.

## Reconocimientos
En el año de su muerte, aparecieron en La Coruña diversos murales en su memoria, siendo el más señalado el de la zona de la Torre de Hércules que decía: "Que la lucha no muera. Por las paredes. La madre de los punks" y otro que decía "Pastora vive".